# Isaac Marion
Isaac Marion, född 30 december 1981 i Mount Vernon, Washington, är en amerikansk författare som är känd för sin kärleksroman Varma kroppar.

## Biografi
Isaac Marion föddes i Mount Vernon, Washington och är uppvuxen där och i Seattle. Han bor för närvarande i Seattle. Han har släppt tre romaner på sitt eget bokförlag. Under 2010 släppte Marion kärleksromanen Varma kroppar på Atria Books. Romanen filmatiserades och har Nicholas Hoult och Teresa Palmer i huvudrollerna. Filmen hade biopremiär den 1 februari 2013 och är regisserad samt skriven av Jonathan Levine. En prequel till Varma kroppar, släpptes den 28 januari 2013 under titeln The New Hunger. Uppföljaren The Burning World gavs ut den 7 februari 2017.